# Barbara Somogyi
Barbara Somogyi (* 9. August 2002 in Jászberény) ist eine ungarische Shorttrackerin.

## Werdegang
Somogyi startete im November 2018 in Calgary erstmals im Weltcup und belegte dabei den 35. Platz über 500 m und den 31. Rang über 1500 m. Bei den Europameisterschaften im Januar 2019 in Dordrecht gewann sie die Bronzemedaille mit der Staffel und errang den 32. Platz im Mehrkampf. Bei den folgenden Juniorenweltmeisterschaften in Montreal kam sie auf den 40. Platz über 1500 m, auf den 30. Rang über 1000 m und auf den 15. Platz über 500 m. Im folgenden Jahr lief sie bei den Olympischen Jugend-Winterspielen 2020 in Lausanne auf den 14. Platz über 1000 m, auf den zehnten Rang über 500 m und auf den vierten Platz mit der Mixed-Staffel und bei den Juniorenweltmeisterschaften in Bormio auf den 16. Platz über 500 m, auf den 14. Rang über 1000 m und auf den 11. Platz mit der Staffel. Bei den Europameisterschaften 2021 in Danzig wurde sie Achte und bei den Weltmeisterschaften 2022 in Montreal Sechste mit der Staffel.

## Persönliche Bestzeiten
- 500 m      44,701 s (aufgestellt am 14. Februar 2020 in Dordrecht)
- 1000 m    1:30,170 min. (aufgestellt am 2. Februar 2020 in Bormio)
- 1500 m    2:29,519 min. (aufgestellt am 1. Februar 2019 in Dresden)